# Brielenbrug
De Brielenbrug is een hefbrug over het Zeekanaal Brussel-Schelde in Tisselt, een deelgemeente van Willebroek. Het Zeekanaal snijdt Tisselt van noord naar zuid in twee en de Brielenbrug vormt de verbinding van beide kanaaloevers. De brug werd gebouwd in 1968 heeft een metalen beweegbaar gedeelte met een lengte van 38,4 m en een breedte van 11,6 m. De brug is qua afmetingen identiek aan de Humbeekbrug en de Verbrande Brug in Grimbergen die in hetzelfde jaar werden gebouwd.
De Brielenbrug wordt sinds januari 2009 op afstand bediend vanuit de centrale bedieningspost van Waterwegen en Zeekanaal in Willebroek.

## Incident
Op 19 september 2014 kwam de brug in het nieuws. Tijdens asfaltwerken raakte de brug uit evenwicht en ging één kant ongewild omhoog. Enkele van de kabels die de brug ophijsen kwamen hierdoor onder te hoge spanning te staan en braken af, waarna een van de tegengewichten neerstortte. Zowel het brugdek als het tegengewicht en de betonnen koker raakten beschadigd.
Omdat de brug een belangrijke verkeersader is in de omgeving, waren maatregelen nodig om een verkeersinfarct te vermijden. De eerste week werd een busdienst ingelegd die beide oevers verbond via de brug van Kapelle op den Bos. Vanaf 29 september werd deze bus vervangen door een veerdienst, die ook fietsen kan vervoeren.
De brug werd op 30 september 2014 gelicht door Sarens. Op 16 december werd de brug opnieuw opengesteld voor het verkeer, maar de volgende dag moest ze alweer even dicht.

## Afbeeldingen

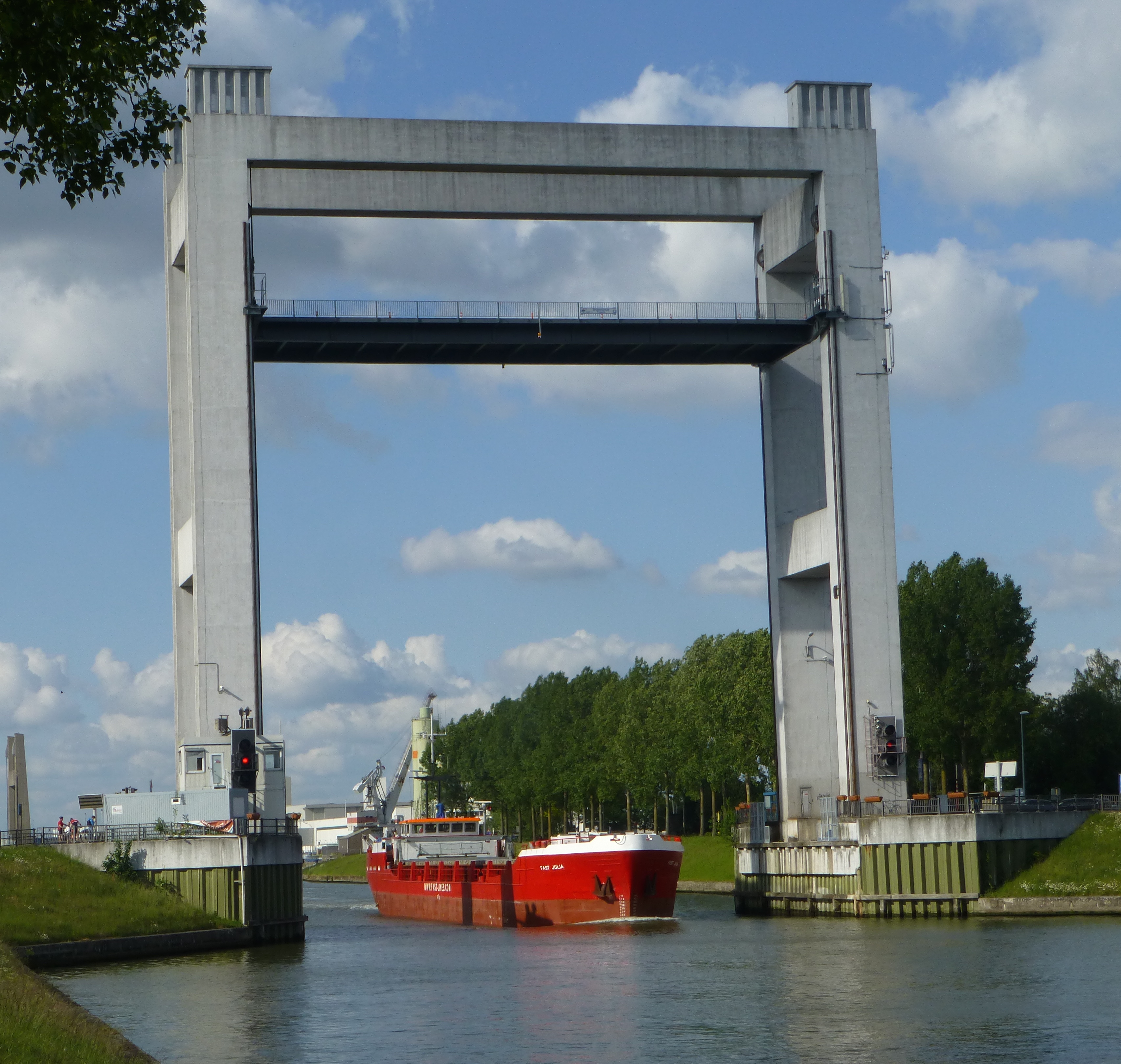
Brielenbrug geopend voor een zeeschip, 2015.

Van Praetbrug · Budabrug · Viaduct van Vilvoorde · Salangaanbrug · Europabrug · Willemsbrug · Verbrande Brug · Humbeekbrug · Jan Bogaertsbrug · Brielenbrug · Ringbrug · Vredesbrug · IJzerenbrug · Victor Dumonbrug · Boulevardbrug · Nijverheidsbrug